# Glochidion zollingeri
Glochidion zollingeri är en emblikaväxtart som beskrevs av Friedrich Anton Wilhelm Miquel. Glochidion zollingeri ingår i släktet Glochidion och familjen emblikaväxter.
Artens utbredningsområde är Java. Inga underarter finns listade i Catalogue of Life.